# دین آستین
دین آستین (انگلیسی: Dean Austin؛ زادهٔ ۲۶ آوریل ۱۹۷۰) بازیکن فوتبال اهل بریتانیا است.
از باشگاه‌هایی که در آن بازی کرده‌است می‌توان به باشگاه فوتبال کریستال پالاس، باشگاه فوتبال ووکینگ، باشگاه فوتبال ساوتند یونایتد، باشگاه فوتبال تاتنهام هاتسپر، و باشگاه فوتبال سنت آلبنز سیتی اشاره کرد.